# Offentlig gæld
Den offentlige sektors gæld er en vigtig makroøkonomisk størrelse. Gælden opstår som en konsekvens af underskud på den offentlige saldo. Der kan være en række forskellige årsager til offentlig gældsætning, f.eks. konjunkturforhold og et ønske om at bruge de finansielle markeder til at udjævne udsving for de offentlige finanser. En høj og stigende gæld kan være et tegn på, at finanspolitikken ikke er holdbar.

## Forskel på brutto- og nettogæld
Det er vigtigt at skelne mellem offentlig bruttogæld og offentlig nettogæld. Den offentlige sektor vil typisk på samme tidspunkt både have gæld (passiver) og offentlige tilgodehavender (aktiver). Bruttogælden måler kun passivernes størrelse, mens nettogælden tager begge dele med i betragtning og dermed måler forskellen på aktiver og passiver. Bruttogælden overdriver altså den offentlige sektors reelle nettoforpligtelser. Da passivsiden ofte er nemmere at opgøre efter standardiserede retningslinjer og kontrollere, tages der imidlertid ofte udgangspunkt i bruttotal i internationale sammenligninger. ØMU-gælden, som opgøres for alle EU-lande, er således et bruttogældsbegreb.
Det er meget forskelligt fra land til land, hvor store finansielle aktiver den offentlige sektor ejer, og dermed hvor stor forskellen på brutto- og nettogæld er. For et land som Frankrig var forskellen beskeden i 2012 (bruttogæld: 90,3 % af BNP, nettogæld: 84,1 %). For Japan var forskellen meget betydelig (bruttogæld: 237,9 % af BNP, nettogæld: 134,3 %).
I Danmark er forskellen også meget betydelig, sådan at der ligefrem er modsat fortegn på de to gældsstørrelser. Mens bruttogælden udgjorde knap 30 % af BNP i 2022, var nettogælden negativ, idet det offentlige havde en nettoformue på knap 17 % af BNP. Aktiverne, som udgør forskellen, er ikke mindst indeståendet på statens konto i Nationalbanken og Den Sociale Pensionsfonds beholdning af realkredit- og indeksobligationer.

## Offentlig gæld og statsgæld
Den offentlige gæld er lig med summen af de enkelte offentlige delsektorers gæld. Hvilke og hvor mange delsektorer der er, adskiller sig fra land til land, f.eks. afhængigt af, om landet er en forbundsstat, og hvor decentraliseret administrationen er. I Danmark består den offentlige sektor af forskellige delsektorer: stat, kommuner, regioner og sociale kasser og fonde. Selvom statsgælden udgør den største andel af den offentlige gæld, kan man altså ikke sætte lighedstegn mellem statens og den offentlige sektors gæld – en fejl, som relativt ofte gøres i den offentlige debat. Af den offentlige sektors samlede nettogæld på 128 mia. kr. ultimo 2012 havde staten en nettogæld på 109 mia. kr., den kommunale og regionale sektor havde en nettogæld på 18 mia. kr., og de sociale kasser og fonde en nettogæld på 1 mia. kr.

## Årsager til gældsætning
Gælden er lig med de akkumulerede offentlige underskud fra tidligere år. Den offentlige nettogæld (eller det offentlige nettotilgodehavende) på ethvert tidspunkt er altså lig med summen af alle tidligere under- og overskud. Den afspejler dermed den historiske udvikling for den offentlige saldo.
Der kan være forskellige fornuftige samfundsøkonomiske grunde til, at man vælger at have underskud på den offentlige saldo og dermed akkumulerer gæld på et givet tidspunkt. En af dem er konjunktursituationen. I lavkonjunkturer vil den offentlige saldo automatisk blive forværret, fordi skatteindtægterne falder, når befolkningens indkomst formindskes, samtidig med, at det offentliges udgifter til eksempelvis dagpenge og kontanthjælp stiger. I højkonjunkturer sker der en tilsvarende automatisk forbedring af den offentlige saldo. Disse saldoudsving anses normalt for at være hensigtsmæssige, idet de hjælper med til at stabilisere økonomien ved at stimulere den private efterspørgsel, når denne er lav, og begrænse den, når forholdene i øvrigt er gode. Såvel skatter som offentlige udgifter optræder her som automatiske stabilisatorer. Ønsker politikerne at stabilisere konjunkturforholdene yderligere, kan de desuden vælge at føre en aktiv finanspolitik ved at lempe finanspolitikken i dårlige tider og stramme den i gode tider. En sådan kontracyklisk finanspolitik vil medføre udsving i budgettet over tid og dermed bidrage til gældsætningen, når økonomien er i en lavkonjunktur.
Også i nogle andre situationer kan det være fordelagtigt at stifte gæld for at finansiere midlertidige merudgifter, f.eks. demografiske svingninger eller krigsdeltagelse. Det skyldes, at hvis man alternativt vil finansiere forskellige årlige udsving ved hjælp af beskatning, vil skatterne skulle svinge mere over tid, hvilket medfører større samfundsøkonomiske forvridninger. I stedet kan det være fordelagtigt at udnytte finansmarkederne til at udjævne midlertidige udsving i saldoen. Man taler om, at skatteudjævning giver et mindre effektivitetstab end gældsudjævning. Dette synspunkt blev først fremført af den amerikanske økonom Robert Barro i en artikel fra 1999 og anses nu for veletableret i den finanspolitiske faglitteratur.
Andre forklaringer på offentlig gældsætning fokuserer på tilfælde, hvor de offentlige underskud er inoptimalt store og fører til en uholdbar finanspolitik. Disse forklaringer tager typisk udgangspunkt i politisk økonomi. Det politiske system kan således tilskynde til en gældsætning, der systematisk er inoptimalt høj, hvis politikerne er opportunistiske og vælgerne ikke tilstrækkelig fremsynede, eller hvis der er andre ufuldkommenheder i systemet, som medfører, at der ikke bliver truffet tilstrækkelig langsigtede beslutninger.

## En sektorbalancetilgang
I nationalregnskabet, der er en overordnet opgørelse af de forskellige samfundsøkonomiske transaktioner og beholdninger, der finder sted, indgår også de forskellige sektorers finansielle balancer (statuskonti). Der er en logisk bogholderimæssig sammenhæng mellem disse, sådan at et finansielt passiv (gæld) i én sektor definitorisk må modsvares af et tilsvarende aktiv i en anden sektor. Derfor vil en stigning i den offentlige gæld automatisk have en modpost i form af, at der sker en tilsvarende stigning i enten den indenlandske private sektors eller udlandets beholdning af finansielle aktiver. Er gælden eksempelvis udstedt i form af statsobligationer, vil ejerskabet af disse obligationer således blive registreret som et aktiv for de pågældende ejere.
Nogle heterodokse økonomer anser disse sammenhænge for helt centrale for forståelsen af moderne samfundsøkonomi. Det gælder således den post-keynesianske britiske økonom Wynne Godley og den ligeledes post-keynesianske amerikaner Larry Randall Wray. Den taiwanesisk-amerikanske økonom Richard Koo har taget udgangspunkt i de samme sammenhænge for at forklare finanskrisen i USA (og herunder det resulterende offentlige underskud på saldoen) som en konsekvens af den private sektors ønske om at nedbringe sin gæld. Finanskrisen betragtes hermed som et typisk eksempel på, hvad han kalder en balance-sheet recession, altså en lavkonjunktur, der er forårsaget af et ønske om større opsparing i den private sektor.

## Konsekvenser af gældsætning
En oplagt konsekvens af gældstiftelse er, at der skal betales renter og evt. afdrag på gælden fremover. Disse omkostninger skal afvejes mod de fordele, der vil være ved at optage gælden.
En mere alvorlig konsekvens er, at en meget høj og stigende offentlig gæld kan medføre, at investorerne på de finansielle markeder begynder at frygte, at det pågældende lands finanspolitik ikke er holdbar. Så vil de kræve en højere risikopræmie for at købe landets statsobligationer. Det vil få statsobligationsrenten til at stige, så det bliver dyrere for landet at finansiere sin gæld. I sidste instans kan det medføre, at det bliver umuligt at finde købere til statsobligationerne, så gælden ikke kan refinansieres, hvilket fører til en statsbankerot.
Der er stor usikkerhed om, hvor stort et gældsniveau der skal til, før selve gældens størrelse kan medføre et højere renteniveau, idet det også vil afhænge af en række andre forhold. De økonomiske vismænd refererede i 2011 en række forskellige undersøgelser, der nævnte tærskler for (brutto-)gælden på mellem 65 og over 100 % af BNP, før man kan begynde at se en påvirkning af renteniveauet. Den vestlige økonomiske samarbejdsorganisation OECD anvender et niveau på 75 pct. af BNP som en grænse for, hvornår størrelsen af den offentlige gæld kan tænkes at begynde at påvirke renteniveauet.

## Offentlig gæld og udlandsgæld
Et lands udlandsgæld og offentlige gæld blandes tit sammen, men er to forskellige begreber. Den offentlige sektors kreditorer (de personer og institutioner, der ejer statsobligationerne, som gælden typisk består af) kan være både inden- og udenlandske. Tilsvarende kan et lands samlede udlandsgæld eller udlandsformue både stamme fra den private og den offentlige sektor. Således havde Danmark ultimo 2015 en offentlig nettogæld på 108 mia. kr. (5,5 % af BNP), men en udlandsformue på 800 mia. kr. (knap 41 pct. af BNP). Den private sektor i Danmark havde dermed en samlet finansiel nettoformue på 108 + 800 = 908 mia. kr. eller 46 % af BNP.